# Botula
Botula is een geslacht van tweekleppigen uit de familie van de Mytilidae.

## Soorten
- Botula cinnamomea (Gmelin, 1791)
- Botula cylista Berry, 1959
- Botula fusca (Gmelin, 1791)
- Botula hawaiensis Dall, Bartsch & Rehder, 1938
- Botula kleemanni Valentich-Scott, 2008
- Botula tatei M. Huber, 2010